# David Heinrich Hoppe
David Heinrich Hoppe (Bruchhausen-Vilsen, 15 dicembre 1760 – Ratisbona, 1º agosto 1846) è stato un micologo, botanico e naturalista tedesco.

## Biografia
Incominciò come apprendista-farmacista a Celle, e successivamente, nell'ordine, ad Amburgo, Halle, Wolfenbüttel e Ratisbona. Studiò anche medicina e scienze naturali all'Università di Erlangen. Una volta laureato, tornò a Ratisbona, per insegnare fisica nel locale liceo.
Nel 1790, fondò la Società Botanica di Ratisbona, prima organizzazione del genere in Baviera, e oggi la più antica società botanica in attività, di cui fu direttore continuativamente dal 1812 alla data della sua morte.
È ricordato, soprattutto, per i suoi importanti contributi allo studio della flora alpina. Particolare rilievo ebbero le sue lunghe esplorazioni botaniche, compiute tra il 1796 e il 1846, che interessarono i territori di Salisburgo e di Heiligenblut am Großglockner, ma anche varie zone costiere dell'Adriatico e montane del Tirolo, della Venezia Giulia e dell'Istria. Fu più volte a Trieste, per organizzare viaggi scientifici con l'ausilio e in compagnia di Bartolomeo Biasoletto, del quale ospitò numerosi articoli sul periodico «Flora», dallo stesso Hoppe edito fra il 1818 e il 1842.
Nel corso della sua attività, descrisse e denominò oltre 200 diverse specie di piante. Il genere Hoppea, appartenente alla famiglia delle Gentianaceae, è a lui intitolata.
| Hoppe è l'abbreviazione standard utilizzata per le piante descritte da David Heinrich Hoppe. Consulta l'elenco delle piante assegnate a questo autore dall'IPNI. |